# FA Charity Shield 1988
Lo FA Charity Shield 1988, noto in italiano anche come Supercoppa d'Inghilterra 1988, è stata la 66ª edizione della Supercoppa d'Inghilterra.
Si è svolto il 20 agosto 1988 al Wembley Stadium di Londra tra il Liverpool, vincitore della First Division 1987-1988, e il Wimbledon FC, vincitore della FA Cup 1987-1988.
A conquistare il titolo è stato il Liverpool che ha vinto per 2-1 con doppietta di John Aldridge.

## Partecipanti
| Squadre      | Qualificazione                           | Partecipazioni precedenti (il grassetto indica la vittoria)                           |
| ------------ | ---------------------------------------- | ------------------------------------------------------------------------------------- |
| Liverpool    | Vincitore della First Division 1987-1988 | 14 (1922, 1964,1965,1966, 1971, 1974, 1976, 1977, 1979, 1980, 1982, 1983, 1984, 1986) |
| Wimbledon FC | Vincitore della FA Cup 1987-1988         | Nessuna                                                                               |

## Tabellino
| Arbitro: | John Martin |

|                  |           |         |
| Aldridge 23’ 69’ | Marcatori | Fashanu |

| Liverpool | Wimbledon FC |

### Formazioni
| Liverpool:      |    |                  |
|                 |    |                  |
| P               | 1  | Bruce Grobbelaar |
| D               | 4  | Gary Ablett      |
| D               | 2  | Gary Gillespie   |
| D               | 6  | Alex Watson      |
| D               | 3  | Barry Venison    |
| C               | 9  | Ray Houghton     |
| C               | 5  | Ronnie Whelan    |
| C               | 11 | Steve McMahon    |
| C               | 10 | John Barnes      |
| A               | 7  | Peter Beardsley  |
| A               | 8  | John Aldridge    |
| A disposizione: |    |                  |
| C               | 13 | Mike Hooper      |
| D               | 14 | Steve Staunton   |
| C               | 12 | Jim Magilton     |
| C               | 15 | Jan Mølby        |
| C               | 16 | Nigel Spackman   |
| Allenatore:     |    |                  |
| Kenny Dalglish  |    |                  |

| Wimbledon FC: |    |                     |  |          |
|               |    |                     |  |          |
| P             | 1  | Simon Tracey        |  |          |
| D             | 6  | Peter Cawley        |  |          |
| D             | 2  | John Scales         |  | Uscita   |
| D             | 5  | Eric Young          |  |          |
| D             | 3  | Terry Phelan        |  |          |
| C             | 4  | Vaughan Ryan        |  |          |
| C             | 10 | Lawrie Sanchez      |  |          |
| C             | 11 | Dennis Wise         |  |          |
| A             | 7  | Terry Gibson        |  |          |
| A             | 8  | Carlton Fairweather |  |          |
| A             | 9  | John Fashanu        |  | Uscita   |
| Sostituzioni: |    |                     |  |          |
| D             |    | Andy Clement        |  | Ingresso |
| A             |    | Robbie Turner       |  | Ingresso |
| Allenatore:   |    |                     |  |          |
| Bobby Gould   |    |                     |  |          |